# Stemmiulus cognatus
Stemmiulus cognatus är en mångfotingart som först beskrevs av Filippo Silvestri 1898.  Stemmiulus cognatus ingår i släktet Stemmiulus och familjen Stemmiulidae. Inga underarter finns listade i Catalogue of Life.